# ISC-Lizenz
Die ISC-Lizenz oder kurz ISCL ist eine Lizenz für Open-Source-Software des ISC. Sie ist eine modifizierte Version der „2-Klausel“-BSD-Lizenz, einer BSD-Lizenz, die nur die ersten beiden Absätze enthält. Die Modifizierung besteht aus der Entfernung jener Teile, die durch die revidierte Fassung der Berner Übereinkunft von 1971 unnötig sind. In dieser gilt der Schutz des Originalwerkes auch für Übersetzungen, was der Kompilierung des Quellcodes entspricht. Eine Unterscheidung zwischen Quellcode und Binärcode ist damit überflüssig.
Die Lizenz wurde ursprünglich für die eigenen Softwareentwicklungen des Internet Systems Consortiums wie zum Beispiel BIND geschaffen, wird aber auch von anderen Projekten, insbesondere OpenBSD, als bevorzugte Lizenz eingesetzt.
Sie besteht ausschließlich aus dem Copyrighthinweis, der Erlaubnis zur uneingeschränkten Nutzung und einem Haftungsausschluss:
```
Copyright (c) Jahr (vierstellig), Name der Firma oder Person

Permission to use, copy, modify, and/or distribute this software for any
purpose with or without fee is hereby granted, provided that the above
copyright notice and this permission notice appear in all copies.

THE SOFTWARE IS PROVIDED "AS IS" AND THE AUTHOR DISCLAIMS ALL WARRANTIES
WITH REGARD TO THIS SOFTWARE INCLUDING ALL IMPLIED WARRANTIES OF
MERCHANTABILITY AND FITNESS. IN NO EVENT SHALL THE AUTHOR BE LIABLE FOR
ANY SPECIAL, DIRECT, INDIRECT, OR CONSEQUENTIAL DAMAGES OR ANY DAMAGES
WHATSOEVER RESULTING FROM LOSS OF USE, DATA OR PROFITS, WHETHER IN AN
ACTION OF CONTRACT, NEGLIGENCE OR OTHER TORTIOUS ACTION, ARISING OUT OF
OR IN CONNECTION WITH THE USE OR PERFORMANCE OF THIS SOFTWARE.
```

Dadurch bietet die ISC-Lizenz die meisten Freiheiten aus Public Domain für ein urheberrechtlich geschütztes Werk. Die Lizenz ist sowohl von der Open Source Initiative als auch von der Free Software Foundation anerkannt worden, nachdem das and im ersten Satz zu and/or geändert wurde, und kompatibel zur GPL.